# ロナルド・エルナンデス (野球)
- ロナルド・ヘルナンデス

ロナルド・ホセ・エルナンデス（Ronaldo José Hernández, 1997年11月11日 - ）は、コロンビアのボリーバル県アルホナ出身のプロ野球選手（捕手）。右投右打。MLBのボストン・レッドソックス所属。

## 経歴

### プロ入りとレイズ傘下時代
2014年8月9日にアマチュア・フリーエージェントでタンパベイ・レイズと契約を結び、プロ入りした。
2015年7月29日にレイズ傘下のマイナーチームであるルーキー級ドミニカン・サマーリーグ・レイズでプロデビュー。2015年シーズンは同チームで13試合に出場して打率.227、OPS.593、0本塁打を記録した。
2016年シーズンもルーキー級ドミニカン・サマーリーグ・レイズに所属。同シーズン54試合に出場して打率.340、OPS.892、6本塁打を記録した。
2017年シーズンはアパラチアンリーグのルーキー級プリンストン・レイズに昇格。同シーズン54試合に出場して打率.332、OPS.889、5本塁打を記録した。
2018年開幕前に行われたMLB.comによるプロスペクトランキングで、エルナンデスはチーム7位にランクインした。シーズンはA級ボーリンググリーン・ホットロッズに昇格。同シーズン109試合に出場して打率.284、OPS.832、21本塁打を記録した。オフにアリゾナ・フォールリーグのピオリア・ハベリーナズに所属し、4試合に出場した。
2019年開幕前に行われたMLB.comによるプロスペクトランキングで、エルナンデスはチーム7位にランクインした。シーズンはA+級シャーロット・ストーンクラブズに昇格。同シーズン103試合に出場して打率.265、OPS.696、9本塁打を記録した。オフにアリゾナ・フォールリーグのソルトリバー・ラフターズに所属し、10試合に出場した。11月20日にルール・ファイブ・ドラフトでの流出を防ぐために40人枠入りした。

### レッドソックス時代
2021年2月17日にクリス・マッツァ、ジェフリー・スプリングスとのトレードで、ニック・ソガードと共にボストン・レッドソックスへ移籍した。